# (4899) Candace
Pour les articles homonymes, voir Candace (homonymie).
(4899) Candace est un astéroïde de la ceinture principale.

## Description
(4899) Candace est un astéroïde de la ceinture principale. Il fut découvert le 9 mai 1988 à l'observatoire Palomar par Carolyn S. Shoemaker et Eugene M. Shoemaker. Il présente une orbite caractérisée par un demi-grand axe de 2,37 UA, une excentricité de 0,19 et une inclinaison de 22,6° par rapport à l'écliptique.

## Compléments